# Джо Сакік
Джозеф Стівен Сакік (англ. Joseph Steven Sakic МФА: [ˈdʒoʊzɪf ˈstiːvn ˈsɑːkɨk]; народився 7 липня 1969; Бернабі, Британська Колумбія, Канада) — канадський професіональний хокеїст, центральний нападник. Провів кар'єру в Національній хокейній лізі у клубі «Квебек Нордікс»/«Колорадо Аваланш». Дворазовий володар Кубка Стенлі, 13 разів обирався для участі в матчі усіх зірок НХЛ. 
Впродовж своєї кар'єри Сакік був одним із найрезультативніших форвардів, двічі закидав 50 шайб і набрирав щонайменш 100 очок в шести різних сезонах. Його кистьовий кидок вважається одним із найкращих в НХЛ. По завершенні сезону 2008—09, він посідав 8-е місце за кількістю набраних очок за всю історію ліги, 14-е за кількістю голів і 11-е за кількістю передач. На Зимових Олімпійських іграх 2002, Сакік допоміг збірній Канади виграти перші золоті нагороди за останні 50 років, і був обраний найціннішим гравцем турніру. Він виступав за збірну на шести міжнародних турнірах, включаючи Зимові Олімпійські ігри 1998 і 2006. По завершенні сезону 2000—01 Сакік був названий найціннішим гравцем НХЛ хокейними журналістами і своїми колегами-гравцями. 9 липня 2009 року він завершив свою кар'єру в НХЛ, а 1 жовтня 2009 року в Пепсі-центрі був закріплений його ігровий номер перед прем'єрним матчем «Авеланш» в сезоні 2009—10

## Ранні роки
Сакік народився в Бернабі в сім'ї Міріяна та Славіци Сакік(за походженням Шакіч, хорв. Šakić, хорватська вимова [ˈʃakit͡ɕ]), емігрантів з Хорватії. Зростаючи в Бернабі, він розмовляв хорватською мовою як рідною, а англійською почав говорити, коли пішов до дитячого садка. Цей мовний бар'єр зробив хлопчика скромним, пізніше — досить індивідуальним в житті. Зростаючи в родині емігрантів, Сакік був дуже працьовитим і наполегливим; ці характерні риси позитивно позначились на його хокейній кар'єрі. У віці чотирьох років Сакік відвідав свою першу гру НХЛ, матч між командами «Ванкувер Канакс» і «Атланта Флеймс»; після матчу Сакік вирішив, що хоче стати хокеїстом. Граючи в хокей в юнацькі роки він був змушений сконцентруватися на своїй майстерності, ніж на зрості, наслідуючи свого кумира Вейна Ґрецкі. Проявивши себе як перспективний молодий хокеїст в Бернабі, про Сакіка заговорили як про нового зростаючого Вейна Ґрецкі. Він закинув 83 шайби і набрав 156 очок лише в 80 матчах за Бернабі, Сакік приєднався до юнацької команди «Летбридж Бронкос» із Західної хокейної ліги в другій частині сезону 1985—86.
Під час сезону ЗХЛ 1986—97 «Бронкос» переїхали до Свіфт-Каррента (Саскачеван) і стали «Свіфт-Каррент Бронкос». Сакік, який проводив свій перший повний сезон, зрештою був названий новачком року ЗХЛ. Він закинув 60 шайб, зробив 73 передачі і набрав 133 очки. 30 грудня 1986 року для Сакіка і його команди сталася трагедія; «Бронкос» їхали на гру проти «Ріджайна Петс», і через погані погодні умови, автобус розбився, коли водій не впорався з керуванням неподалік Свіфт-Каррента. Сакік лишився неушкодженим, а чотири його одноклубники (Трент Кресс, Скотт Крюгер, Кріс Мантика і Брент Рафф) загинули. Цей випадок особливо позначився на юному Сакіку, який потім відмовлявся говорити про цю катастрофу продовж своєї кар'єри. Наступного року, в сезоні 1986—87, Сакік був названий найціннішим гравцем ЗХЛ і гравцем року КХЛ. Він набрав 160 очок (78 голів, 82 передачі) і був нагороджений Трофеєм Боба Кларка, розділивши титул найкращого бомбардира ЗХЛ з Теораном Флері з «Мус-Джо Ворріорс».

## Кар'єра в НХЛ

### «Квебек Нордікс»

Джо Сакік під час матчу між «Квебек Нордікс» і «Бостон Брюїнс», Бостон Гарден, 1 січня 1990

Сакік був задрафтований під загальним 15-им номером клубом «Квебек Нордікс» на драфті НХЛ 1987 року. Замість того, щоб спробувати пограти на вищому рівні, Сакік сказав керівництву «Нордікс» про те, що хоче провести сезон 1987—88 в Свіфт-Карренті, щоб краще підготуватися до НХЛ. Свою дебютну гру в НХЛ Сакік провів 6 жовтня 1988 року проти «Гартфорд Вейлерс» і зробив одну передачу. Свою першу шайбу в НХЛ Сакік закинув два дні по тому у ворота Шона Берка з «Нью-Джерсі Девілс». Впродовж сезону Сакік грав під 88 номером на светрі, оскільки його улюблений номер 19 був зайнятий одноклубником Аленом Коте. У своєму дебютному сезоні Сакік був перший у списку потенційних переможців Пам'ятного трофея Колдера завдяки своїй результативності, однак через травму гомілки, він був змушений пропустити 10 ігор у грудні, а його результативність потім погіршала, і у підсумку нагорода дісталась Браєну Лічу. Сакік завершив свій дебютний сезон з 62 очками в 70 матчах.
В 1989—90, в своєму другому сезоні в НХЛ, Сакік мав можливість змінити номер 88 на свій улюблений 19-ий (Ален Коте завершив кар'єру влітку) і набрав 102 очки, з якими він посів 9-е місце в лізі. На початку сезону 1990—91 він був названий помічником капітана команди разом зі Стівеном Фінном (Сакік був капітаном на домашніх матчах, Фінн — на виїзних), знову здолав рубіж в 100 очок, набравши 106 і посів 6 місце в лізі; втім набрав лише 96 очок в 1991—92, переважно через пропущені 11 ігор. На початку сезону Сакік продемонстрував свої лідерські якості, попри те, що Майк Гок був капітаном, він посприяв тому, щоб Ерік Ліндрос залишив команду, яка була однією з найгірших в лізі. Сакік прокоментував: «Нам потрібні лише ті гравці, що мають бажання та натхнення грати». Ліндрос був обміняний через рік, що дозволило прийти до команди низці сильних гравців, які значною мірою допомогли «Нордікс». Впродовж своїх перших чотирьох сезонів із Сакіком, «Нордікс» посідали останнє місце в Дивізіоні Адамса і останнє в усій лізі 3 роки поспіль, з 1989 по 1991.
Починаючи з сезону 1992—93, Сакік став єдиним капітаном клубу. Під його керівництвом «Нордікс» вийшли до плей-оф вперше за шість років, і встановили клубний рекорд за кількістю перемог і очок (який був побитий «Колорадо Аваланш» 2001 року). Сакік втретє за 5 років досяг позначки в 100 очок, закинувши 48 шайб і набравши загалом 105 очок в регулярному чемпіонаті, і заробив ще 6 очок в плей-оф. Його результативність зменшилась до 96 очок в сезоні 1993—94, а «Нордікс» знову не змогли вийти до плей-оф. Пропустивши частину сезону 1994—95 через локаут, Сакік поступився лише 8 очками Яроміру Ягру за титул найкращого бомбардира та допоміг «Нордікс» виграти свій дивізіон, вперше з сезону 1985—86.

### «Колорадо Аваланш»

#### 1995—1999

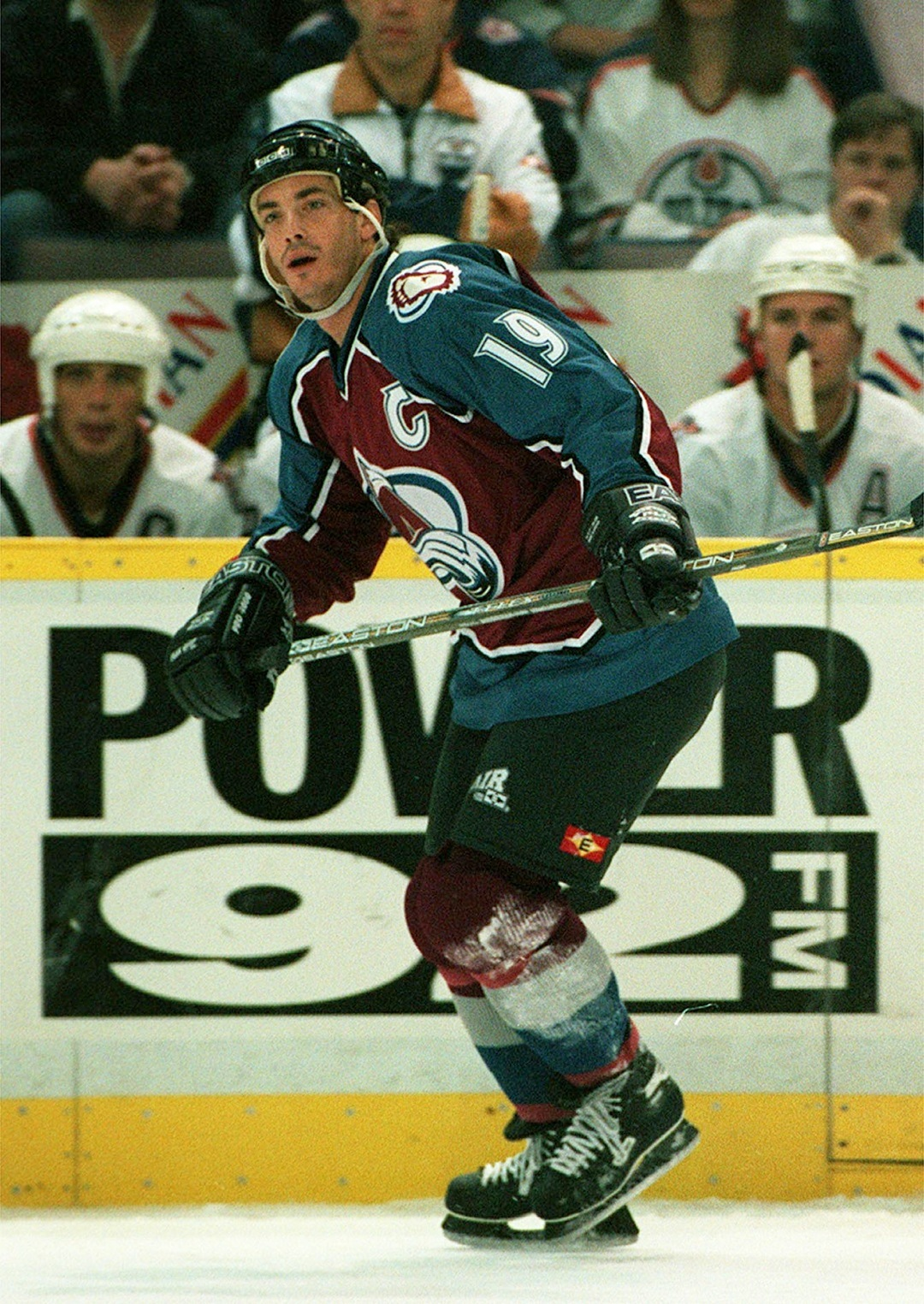
Сакік у 1997 році

В травні 1995 року, керівництво «Квебек Нордікс» оголосило про те, що команда продана і залишає Квебек. Перед початком сезону 1995—96, команда переїхала до Денвера, Колорадо і отримала нову назву «Колорадо Аваланш». Сакік допоміг команді виграти свій перший в історії Кубок Стенлі, набравши 120 очок в 82 мачтах регулярного чемпіонату і 34 очки в 22 матчах серії плей-оф. За підсумками сезону він був нагороджений Трофеєм Конна Сміта як найцінніший гравець матчів плей-оф 1996 року. На шляху до чемпіонства, Сакік знову проявив себе як справжній лідер команди. Попри те, що він не потрапляв до серії плей-оф в 5-и зі своїх 7-и проведених сезонів в НХЛ, при цьому не маючи належного досвіду гри в постсезоні, він закинув 18 шайб, включаючи 6 переможних, і загалом набрав 34 очки. Попри те, що йому не вистачило однієї шайби, щоб встановити рекорд закинутих шайб в одному розіграші плей-оф, його шість переможних шайб стали новим рекордом ліги.
В сезоні 1996—97, Сакік провів лише 65 ігор через розірваний м'яз литки, і зумів набрати 74 очка, а «Аваланш» здобули свій перший Президентський трофей і третє поспіль чемпіонство дивізіону. Сакік провів ще один вдалий сезон в плей-оф, закинувши 8 шайб і зробивши 17 передач, вивів «Аваланш» до фіналу конференції, в якому вони зрештою поступилися «Детройт Ред-Вінгс» в шостій зустічі. Влітку 1997 року як вільний агент Сакік підписав трирічний контракт на суму $21 мільйон доларів з клубом «Нью-Йорк Рейнджерс» на правах обмеженого вільного агента. Зрештою Сакік залишився в Колорадо. 
Ушкодження і травми знову зменшили кількість ігрового часу Сакіка в сезоні 1997—98. Граючи на своїх перших Олімпійських іграх у складі збірною Канади, Сакік пошкодив коліно і був змушений пропустити 18 ігор за участю «Аваланш». Він провів лише 63 зустрічі і набрав в них 63 очки, і всьоме взяв участь в Матчі всіх зірок. Сакік остаточно вилікувався від травми в сезоні 1998—99, закинувши 41 шайбу та набравши 96 очок лише в 73 іграх. Він допоміг команді вийти до фіналу Західної конференції, де у підсумку «Аваланш» поступиль в серії «Даллас Старс» із рахунком 3–4. По завершенні сезону Сакік посів 94 місце у списку 100 найкращих хокеїстів за версією журналу The Hockey News.

#### 2000—2004
У сезоні 1999—00 Сакіку вдалося доясягти деяких кар'єрних віх. Травми дозволи йому зіграти лише в 60 зустрічах, але з 81 очком він став найрезультативнішим гравцем своєї команди. 27 грудня 1999 року в матчі проти «Сент-Луїс Блюз», Сакік зробив передачу і став 56-м гравцем в історії НХЛ, що досягли позначки в 1,000 передач. Пізніше в сезоні, 23 березня 2000 року він зробив хет-трик проти «Фінікс Койотс» і став 59-м гравцем в історіх ліги, що закинули за кар'єру 400 шайб. В результаті хет-трика на рахунку Сакіка стало 1,049 очок за «Нордікс»/«Аваланш», і він обійшов лідера за кількістю набраних очок за всю історію команди Петера Штястни. В сезоні 2000—01 знову досяг позначки в 100 очок, в результаті фінішувавши з 118 очками і 54 шайбами (власний рекорд). Він допоміг «Аваланш» виграти другий Кубок Стенлі, а сам здобув Пам'ятний трофей Гарта, Пам'ятний трофей Леді Бінг і Нагороду Лестера Б. Пірсона. Після перемоги «Аваланш» над «Нью-Джерсі Девілс» в семи матчах фіналу Кубка Стенлі 2001 року, Сакік уперше здобув трофей як капітан. В сезоні 2001—02 Сакік став найкращим бомбардиром своєї команди, фінішувавши в лізі 6-им з 79 очками. 9 березня 2002 року він провів свою 1,000 гру в кар'єрі. «Аваланш» знову вийшли до фіналу Західної конференції, проте програли майбутнім володарям Кубка Стенлі «Детройт Ред-Вінгс». Наступного року Сакік вийшов на лід в 58 матчах, і завершив сезон лише з 58 очками, найменшою кількістю очок за кар'єру. Наступного сезону, 2003—04 результати Сакіка покращилися, він фінішував третім у лізі з 87 очками. В цьому сезоні «Аваланш» починаючи з сезону 1993—94 вперше не змогли виграти Північно-західний дивізіон, поступившись «Ванкувер Канакс».

#### 2005—2009

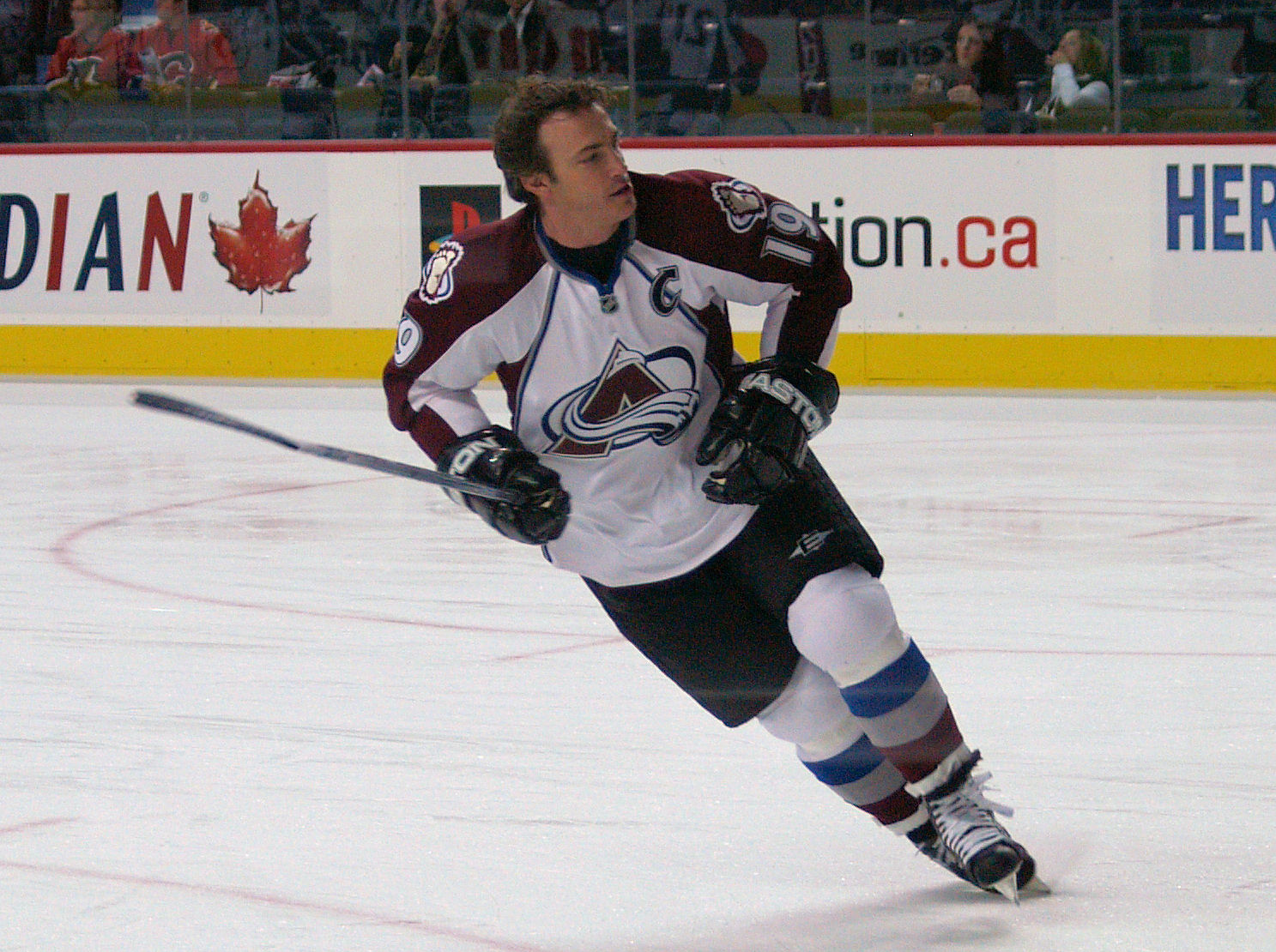
Сакік розминається перед грою в 2007 році

Через локаут 2004—05 «Аваланш» втратили багатьох ключових гравців для того щоб не перевищити обмещень на загальну суму зарплат. Навіть з втратою таких одноклубників як Петер Форсберг і Адам Фут, Сакіку вдалося допомогти команді вийти до плей-оф, де вона зрештою поступилася «Анагайм Дакс» у півфіналі конференції. В червні 2006 року Сакік підписав контракт на суму 5.75 мільйонів доларів терміном на 1 рік, щоб залишитися в «Аваланш» на сезон 2006—07. Після завершення кар'єри Стіва Айзермана, 3 липня 2006 року Сакік став лідером НХЛ за кількістю очок серед діючих хокеїстів.
Сакік провів ще сильний сезон в 2006—07 роках. 15 лютого 2007 року він закинув свою 600 шайбу в кар'єрі проти «Калгарі Флеймс» і став 17-м хокеїстом в історії, що досягли цієї позначки і третім за той рік. В той самий час він став другим найстарішим гравцем НХЛ, якому вдалося набрати 100 очок за сезон у віці 37 років, разом з легендою хокею Горді Хоу. Незважаючи на зусилля Сакіка і партнерів «Аваланш» по зваершенні сезону вперше за 11 років не змогли вийти до плей-оф, фінішувавши на одне очко позаду «Калгарі Флеймс».
В квітні 2007 року Сакік вирішив провести свій 19 сезон в НХЛ, підписавши з «Аваланш» контракт терміном на рік. Сакік прокоментував свє рішення: «на цьому етапі своєї кар'єри, я надаю однорічним угодам, щоб визначити якість гри з року в рік». Після підписання контракту Сакіком, головний менеджер «Аваланш» Франсуа Жиґер заявив: «Джо — це серце нашої організації, а його лідерські якості та значення для команди, особливо для молодих гравців, не викликає сумнівів». 1 травня того ж року НХЛ повідомила, що Сакік один серед трьох фіналістів на здобуття Трофея Леді Бінг, втім зрештою нагороджений був Павло Дацюк з «Детройт Ред-Вінгс». 7 жовтня 2007 року Сакік закинув шайбу у ворота «Сан-Хосе Шаркс», обійшов Філа Еспозіто і посів 8-е місце за кількістю набраних очок за всю історію НХЛ маючи на своєму рахунку 1,591 очко. 19 днів по тому, закинувши шайбу і віддавши передачу Раєну Сміту, який приніс перемогу в овертаймі над «Калгарі Флеймс», Сакік здобув своє 1,600 очко в НХЛ. 27 грудня 2007 року стало відомо, що Сакіку була зроблена операція з видалення грижі, щоб присокрити одужання після травми, через яку він був змушений пропустити попередні 12 ігор і перервати серію виходів на лід в 232 матчах поспіль. Сакік відновився від після травми 24 лютого, і провів у той день матч, зробивши одну передачу. 22 березня 2008 року Сакік віддав свою 1000 передачу за кар'єру у матчі проти «Едмонтон Ойлерс» і став 11-м гравцем в історії НХЛ, який досяг цієї позначки. 21 червня 2008 року Сакік зустрівся з головним менеджером команди Франсуа Жиґером і сказав йому, що не певен чи має намір залишитися в «Колорадо Аваланш». Однак вже 27 серпня 2008 року стало відомо про те, що Сакік вирішив підписати з клубом контракт ще на один рік. В сезоні 2008—09 через травми Сакік виходи на лід дуже мало. Через грижу він був змушений припинити грати в листопаді, після 15 матчів, в яких Сакік набрав 12 очок. Вдома, заліковуючи спину, Сакік зламав три пальці під час хуртовини. 9 липня 2009 року Сакік оголосив про завершення своєї кар'єри. «Колорадо Аваланш» закріпили його ігоровий номер, #19, перед прем'єрним матчем команди в сезоні 2009—10. Сакік також був названий вступним членом Асоціації вухованців Аваланш..

### Матчі всіх зірок
Сакік 13 разів обирався для участі в матчі всіх зірок НХЛ і в дванадцяти з них взяв участь, двічі був капітаном. Він набирав щонайменш одне очко в 11 матчах. Матч всіх зірок 1997 року Сакік пропустив через травму. Після матчу всіх зірок 2004 року Сакік був обраний найціннішим гравцем, зробивши хет-трик і приніс команді Західної конференції перемогу. З 16 передачами він лідер за цим показником в історії матчів всіх зірок, а також посідає 3-є місце за кількістю очок після Маріо Лем'є і Вейна Ґрецкі (25 очок). Найрезультативнішу гру Сакік провів на матчі всіх зірок 2007 року, зробивши 4 передачі, однак нагорода найціннішого гравця дісталась Даніелю Брієру, на рахунку якого була одна шайба і чотири передачі.

## Міжнародна кар'єра

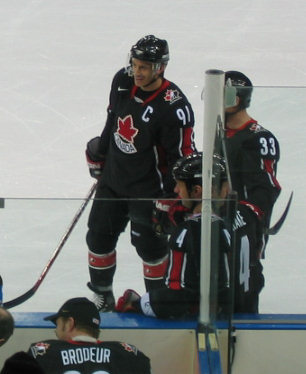
Сакік на зимових Олімпійських іграх 2006

Сакік провів успішну кар'єру у складі національної збірної, представляв Канаду на семи міжнародних турнірах. Після драфту 1987 року клубом «Квебек Нордікс» Сакік допоміг Канаді виграти молодіжний чемпіонат світу 1988. Наступним його турніром став чемпіонат світу 1991, на якому збірна Канади здобула срібні нагороди, а Сакік набрав 11 очок в 10 іграх. Він намагався потрапити на Кубок світу, але зрештою залишився поза складом команди. Сакік був цим розлючений через свій брак досвіду, заявивши про те, що у нього не було достатньо шансів набратися досвіду, і що досвід в цілому лише «марнування часу».
Перший успішним професіональним турніром для Сакіка став Чемпіонат світу 1994, на якому збірна Канади вперше з 1961 року здобула золоті медалі. 7 очок Сакіка у 8 іграх стали головною запорукою успіху команди. На Кубку світу 1994 він зіграв другорядну роль у команді, яка посіла друге місце на турнірі, а Сакік закинув 1 шайбу і зробив дві передачі в шести іграх.
На Олімпійських іграх Сакік дебютував в 1998 році в Нагано, Японія, на яких було вперше дозволено брати участь гравцям НХЛ. Через травму коліну він набрав лише 3 очки в 4 іграх, а збірна Канади не виправдала сподівань і посіла 4-е місце. Вдруге Сакік виступив на Олімпійських іграх в 2002 році в Солт-Лейк-Сіті, Юта. У матчі за золоті нагороди збірна Канади зустрілася проти США, в якому Сакік набрав чотири очки і допоміг команді здобути перші золоті медалі за останні 50 років. Зрештою Сакік був названий найціннішим гравцем, маючи на своєму рахунку чотири шайби і шість передач. Сакік також виступив на тріумфальному для Канади Кубку світу 2004, де він набрав шість очок в шести матчах, ставши одним із найперших канадських членів в Потрійному золотому клубі. 
21 грудня 2005 року Сакік був обраний капітаном збірної Канади на зимових Олімпійських іграх 2006 в Турині, Італія. Знову на канадську збірну покладали векликі сподівання, однак вона виступила невдало, фінішувавши 7-ю в загально-командному заліку. Сакік набрав 3 очки на турнірі.

## Особисте життя
У Джо Сакіка і його дружини Деббі троє дітей: Мітчелл та близнята Чейз і Кемрін. Джо і Деббі зустрілися в місцевій середній школі, коли він виступав в Свіфт-Карренті, і вони часто поверталися до міста в період міжсезоння. Сакік завзятий гольфіст і брав участь в турнірі для знаменитостей Pro Am на озері Тахо влітку 2006 року. Щоліта, він влаштовує свій власний благодійний турнір з гольфу, а виручені кошти йдуть до благодійного продовольчого фонду. За свою благодійну діяльність в допомозі їжею понад 7 мільйонам бідних дітей та сімей Сакік був нагороджений Нагородою НХЛ за благодійність в 2007 році.
У своєму рідному місті Бернабі, Сакік був улюбленцем вболівальників, і на його честь навіть названа дорога — шлях Джо Сакіка. В Британській Колумбії Сакіка люб'язно називають «Бернабі Джо», в Колорадо він отримав прізвисько «Супер Джо». Його молодший брат, Браєн, приєднався до «Свіфт-Каррент Бронкос» під час останнього сезону Джо у команді. Втім Браєн виступав за «Флінт Дженералс» з Об'єднаної хокейної ліги.

## Статистика

### Регулярні сезони та плей-оф
| Сезон        | Клуб                  | Ліга         | Регулярний сезон | Регулярний сезон | Регулярний сезон | Регулярний сезон | Регулярний сезон | Плей-оф | Плей-оф | Плей-оф | Плей-оф | Плей-оф |
| Сезон        | Клуб                  | Ліга         | І                | Г                | П                | О                | ШХ               | І       | Г       | П       | О       | ШХ      |
| ------------ | --------------------- | ------------ | ---------------- | ---------------- | ---------------- | ---------------- | ---------------- | ------- | ------- | ------- | ------- | ------- |
| 1985—86      | Бернабі БК Селектс    | АХБКА        | 80               | 83               | 73               | 156              | 96               | —       | —       | —       | —       | —       |
| 1985—86      | Летбридж Бронкос      | ЗХЛ          | 3                | 0                | 0                | 0                | 0                | —       | —       | —       | —       | —       |
| 1986—87      | Свіфт-Каррент Бронкос | ЗХЛ          | 72               | 60               | 73               | 133              | 31               | 4       | 0       | 1       | 1       | 0       |
| 1987—88      | Свіфт-Каррент Бронкос | ЗХЛ          | 64               | 78               | 82               | 160              | 64               | 10      | 11      | 13      | 24      | 12      |
| 1988—89      | Квебек Нордікс        | НХЛ          | 70               | 23               | 39               | 62               | 24               | —       | —       | —       | —       | —       |
| 1989—90      | Квебек Нордікс        | НХЛ          | 80               | 39               | 63               | 102              | 64               | —       | —       | —       | —       | —       |
| 1990—91      | Квебек Нордікс        | НХЛ          | 80               | 48               | 61               | 109              | 24               | —       | —       | —       | —       | —       |
| 1991—92      | Квебек Нордікс        | НХЛ          | 69               | 29               | 65               | 94               | 20               | —       | —       | —       | —       | —       |
| 1992—93      | Квебек Нордікс        | НХЛ          | 78               | 48               | 57               | 105              | 40               | 6       | 3       | 3       | 6       | 2       |
| 1993—94      | Квебек Нордікс        | НХЛ          | 84               | 28               | 64               | 92               | 18               | —       | —       | —       | —       | —       |
| 1994—95      | Квебек Нордікс        | НХЛ          | 47               | 19               | 43               | 62               | 30               | 6       | 4       | 1       | 5       | 0       |
| 1995—96      | Колорадо Аваланш      | НХЛ          | 82               | 51               | 69               | 120              | 44               | 22      | 18      | 16      | 34      | 14      |
| 1996—97      | Колорадо Аваланш      | НХЛ          | 65               | 22               | 52               | 74               | 34               | 17      | 8       | 17      | 25      | 14      |
| 1997—98      | Колорадо Аваланш      | НХЛ          | 64               | 27               | 36               | 63               | 50               | 6       | 2       | 3       | 5       | 3       |
| 1998—99      | Колорадо Аваланш      | НХЛ          | 73               | 41               | 55               | 96               | 29               | 19      | 6       | 13      | 19      | 8       |
| 1999—00      | Колорадо Аваланш      | НХЛ          | 60               | 28               | 53               | 81               | 28               | 17      | 2       | 7       | 9       | 8       |
| 2000—01      | Колорадо Аваланш      | НХЛ          | 82               | 54               | 64               | 118              | 30               | 21      | 13      | 13      | 26      | 6       |
| 2001—02      | Колорадо Аваланш      | НХЛ          | 82               | 26               | 53               | 79               | 18               | 21      | 9       | 10      | 19      | 4       |
| 2002—03      | Колорадо Аваланш      | НХЛ          | 58               | 26               | 32               | 58               | 24               | 7       | 6       | 3       | 9       | 2       |
| 2003—04      | Колорадо Аваланш      | НХЛ          | 81               | 33               | 54               | 87               | 42               | 11      | 7       | 5       | 12      | 8       |
| 2005—06      | Колорадо Аваланш      | НХЛ          | 82               | 32               | 55               | 87               | 60               | 9       | 4       | 5       | 9       | 6       |
| 2006—07      | Колорадо Аваланш      | НХЛ          | 82               | 36               | 64               | 100              | 46               | —       | —       | —       | —       | —       |
| 2007—08      | Колорадо Аваланш      | НХЛ          | 44               | 13               | 27               | 40               | 20               | 10      | 2       | 8       | 10      | 0       |
| 2008—09      | Колорадо Аваланш      | НХЛ          | 15               | 2                | 10               | 12               | 6                | —       | —       | —       | —       | —       |
| Всього в ЗХЛ | Всього в ЗХЛ          | Всього в ЗХЛ | 139              | 138              | 155              | 293              | 95               | 14      | 11      | 14      | 25      | 12      |
| Всього в НХЛ | Всього в НХЛ          | Всього в НХЛ | 1378             | 625              | 1016             | 1641             | 614              | 172     | 84      | 104     | 188     | 78      |

### Міжнародна
| Рік                      | Команда                  | Турнір                   |    | І  | Г  | П  | О  | ШХ |
| ------------------------ | ------------------------ | ------------------------ | -- | -- | -- | -- | -- | -- |
| 1987                     | Канада                   | -                        | 1  | 0  | 0  | 0  | 0  |    |
| 1988                     | Канада                   | ЧСЮ                      | 7  | 3  | 1  | 4  | 2  |    |
| 1991                     | Канада                   | ЧС                       | 10 | 6  | 5  | 11 | 0  |    |
| 1994                     | Канада                   | ЧС                       | 8  | 4  | 3  | 7  | 27 |    |
| 1996                     | Канада                   | КбС                      | 8  | 2  | 2  | 4  | 6  |    |
| 1998                     | Канада                   | Олі                      | 4  | 1  | 2  | 3  | 4  |    |
| 2002                     | Канада                   | Олі                      | 6  | 4  | 3  | 7  | 0  |    |
| 2004                     | Канада                   | КбС                      | 6  | 4  | 2  | 6  | 2  |    |
| 2006                     | Канада                   | Олі                      | 6  | 1  | 2  | 3  | 0  |    |
| Всього за юнацьку збірну | Всього за юнацьку збірну | Всього за юнацьку збірну | 8  | 3  | 1  | 4  | 2  |    |
| Всього за дорослу збірну | Всього за дорослу збірну | Всього за дорослу збірну | 48 | 22 | 19 | 41 | 39 |    |

### Матчі всіх зірок
| Рік                        | Місце                      |                            | Г | П  | О  |
| -------------------------- | -------------------------- | -------------------------- | - | -- | -- |
| 1990                       | Піттсбург                  | 0                          | 2 | 2  |    |
| 1991                       | Чикаго                     | 0                          | 1 | 1  |    |
| 1992                       | Філадельфія                | 0                          | 2 | 2  |    |
| 1993                       | Монреаль                   | 0                          | 3 | 3  |    |
| 1994                       | Нью-Йорк                   | 1                          | 2 | 3  |    |
| 1996                       | Бостон                     | 0                          | 0 | 0  |    |
| 1997                       | Сан-Хосе                   | -                          | - | -  |    |
| 1998                       | Ванкувер                   | 0                          | 2 | 2  |    |
| 2000                       | Торонто                    | 1                          | 0 | 1  |    |
| 2001                       | Денвер                     | 1                          | 0 | 1  |    |
| 2002                       | Лос-Анджелес               | 0                          | 0 | 0  |    |
| 2004                       | Сент-Пол                   | 3                          | 0 | 3  |    |
| 2007                       | Даллас                     | 0                          | 4 | 4  |    |
| Всього в матчах всіх зірок | Всього в матчах всіх зірок | Всього в матчах всіх зірок | 6 | 16 | 22 |

## Спадщина

### Віхи
27 грудня 1999 року Сакік набрав своє 1000 очко за кар'єру проти «Сент-Луїс Блюз». Він став одинадцятим гравцем в історії НХЛ, якому вдалося набрати 1500 очок, зробивши це 25 жовтня 2006 року в матчі проти «Вашингтон Кепіталс», і шостим гравцем, які зробили це, виступаючи за один клуб. Горді Хоу, Вейн Ґрецкі, Маріо Лем'є, Реймонд Берк і Стів Айзерман серед інших гравців, що мають таке досягнення. 22 березня 2008 року Сакік віддав свою 1000 передачу за кар'єру у другому періоді матчу проти «Едмонтон Ойлерс», яка увінчалася голом Тайлера Арнасона.
9 березня 2002 року матч проти «Лос-Анджелес Кінгс» став 1,000-им в кар'єрі Сакіка. 11 грудня 2002 року у матчі проти «Ванкувер Канакс» він відсвяткував свою 500-у шайбу в кар'єрі. 15 лютого 2007 року у матчі проти «Калгарі Флеймс», Сакік закинув свою 600-у шайбу в кар'єрі. 12 березня 2006 року у матчі проти «Флеймс» він зробив 900 передачу і став 16-м гравцем НХЛ, якому це вдалося.
В останньому матчі сезону 2006—07 Сакік набрав 100-е очку за рік. Він став другим найстарішим гравцем НХЛ, якому вдалося набрати 100 очок за регулярний сезон у віці 37 років, разом з Горді Хоу. Сакік — єдиний капітан «Колорадо Аваланш» за всю історію існування клубу, а після завершення кар'єри Стіва Айзермана у сезоні 2005—06 став гравцем НХЛ, який найдовше виконував капітанські обов'язки — впродовж 15 сезонів. 22 березня 2008 року Сакік віддав свою 1000 передачу за кар'єру у матчі проти «Едмонтон Ойлерс» і став 11-м гравцем в історії НХЛ, який досяг цієї позначки. Рукавиці, в яких він грав у тому матчі, були згодом передані до Зали слави хокею.
Разом з Боббі Кларком, Вейном Ґрецкі і Марком Мессьє, Сакік один із чотирьох гравців, які були капітанами своїх команд в розіграші Кубка Стенлі і були нагороджені Пам'ятним трофеєм Харта в одному ж році. Сакік також є одним із двадцятидвох членів Потрійного золотого клубу — термін, який вживають для відзначення хокеїстів, що виграли золоті медалі на зимових Олімпійських іграх, хокейному чемпіонаті світу і завоювали Кубок Стенлі.

### Рекорди
Провівши 19 сезонів в організаціях «Квебек Нордікс»/«Колорадо Аваланш» Сакік встановив майже усі клубні рекорди з результативності, включаючи найбільшу кількість шайб (625), передач (1016) і очок (1641). Він також має рекорд з найбільшої кількості проведених матчів за клуб — 1,363. Декілька його найвизначніших рекордів НХЛ:

#### За всю історію
- 8-е місце – очок за регулярний сезон (1641)
- 11-е місце – передач за регулярний сезон (1016)
- 14-е місце – шайб за регулярний сезон (625)
- 35-е місце – ігор за регулярний сезон (1363)

- 1-е місце – передач в Матчах всіх зірок (16)
- 3-є місце – очок в Матчах всіх зірок (22)

#### Плей-оф
- 1-е місце – найбільше шайб в овертаймі (8)[56]

- 2-е місце – найбільше шайб за один сезон (18, в сезоні 1995—96)[23]
- 7-е місце – очок у плеф-оф (188)
- 7-е місце – шайб у плеф-оф (84)

### Лідерські якості
Впродовж своєї кар'єри, Сакік був одним із найкращих бомбардирів ліги, однак на початку його критикували за те що він не може досягти успіху з командою в плей-оф. Коли він виступав у Квебеку, «Нордікс» були однією із найгірших команд, фінішуючи 5-ми в своєму дивізіоні впродовж семи сезонів, коли Сакік був у команді, включаючи три роки поспіль, в яких вони посіли останнє місце в усій лізі. Після того як Сакік допоміг «Колорадо Аваланш» здобути Кубок Стенлі у 1996 році, маючи на своєму рахунку 36 очок в плей-оф, про нього почали говорити як про лідера який здатний перемагати і як про одного із провідних гравців ліги.
Хоча Сакік і був досить своєрідною особистістю, він був здатний мотивувати свою команду грати на високому рівні, за що він здобув повагу партнерів і керівників.

## Нагороди

### ЗХЛ і КХЛ
| Нагорода                                                               | Рік  |
| ---------------------------------------------------------------------- | ---- |
| Гравець року КХЛ                                                       | 1988 |
| Друга команда усіх зірок Східної конференції ЗХЛ                       | 1987 |
| Гравець року Східної конференції ЗХЛ                                   | 1987 |
| Пам'ятний трофей Джима Пігготта Східної конференції (Новачок року) ЗХЛ | 1987 |
| Перша команда усіх зірок ЗХЛ                                           | 1988 |
| Трофей Боббі Кларка (Найкращий бомбардир) ЗХЛ                          | 1988 |
| Гравець року ЗХЛ                                                       | 1988 |

### НХЛ
| Нагорода                                       | Роки             |
| ---------------------------------------------- | ---------------- |
| Кубок Стенлі                                   | 1996, 2001       |
| Нагорода Плюс-Мінус (разом з Патріком Еліашом) | 2001             |
| Трофей Конна Смайта                            | 1996             |
| Пам'ятний трофей Гарта                         | 2001             |
| Пам'ятний трофей Леді Бінг                     | 2001             |
| Нагорода Лестера Б. Пірсона                    | 2001             |
| Нагорода M.A.C.                                | 1998             |
| MVP Матчу всіх зірок НХЛ                       | 2004             |
| Перша команда всіх зірок НХЛ                   | 2001, 2002, 2004 |
| NHL/Sheraton Road Performer Award              | 2004             |
| Нагорода НХЛ за благодійність                  | 2007             |

### Міжнародні
| Award                                               | Year |
| --------------------------------------------------- | ---- |
| Зимові Олімпійські ігри Найцінніший гравець турніру | 2002 |
| Символічна збірна на зимових Олімпійських іграх     | 2002 |

- Інформація про усі нагороди взята з сайту NHL.com[51]